# Ácido dimercaptossuccínico
Ácido dimercaptossuccínico (DMSA), é um composto organosulfurado com a fórmula HO2CCH(SH)CH(SH)CO2H. Este sólido incolor contém dois ácidos carboxílicos e dois grupos tióis, sendo este último responsável por seu odor levemente desagradável. Ele ocorre em três diastereoisômeros: a sua forma meso e as formas quirais d e l. O isômero meso é usado como um agente quelante, principalmente em intoxicações envolvendo mercúrio ou arsênio.

## Esteroquímica
A molécula de ácido 2,3-dimercaptosuccínico contém dois carbonos assimétricos, e pode existir como três estereoisômeros diferentes. A 2S, 3S e 2R, 3R são um par de enantiômeros, enquanto o isômero 2R, 3S é um composto meso e, portanto, opticamente inativo.

## Preparação e reatividade
DMSA pode ser preparado reagindo o ácido maléico ou fumárico com tiossulfato de sódio, seguido de hidrólise. O DMSA se quela facilmente a metais pesados macios, como Hg 2 + e Pb 2 +, tornando-os biodisponíveis e permitindo sua excreção. Se liga a cátions metálicos através dos grupos tióis, que ionizam sobre a complexação.

## Uso médico
O DMSA (CHEMET) é indicado para o tratamento de envenenamento por chumbo em crianças com nível arterial acima de 45 mg / dL. O uso de DMSA não é aprovado para prevenção de envenenamento por chumbo em antecipação de exposição em ambientes contaminados conhecidos. Sua meia-vida de eliminação é 2,5-3,5 h. O DMSA pode atravessar a barreira hematoencefálica de ratos,  mas não dos seres humanos, limitando seu uso para extração de metais pesados a partir de partes do corpo que não sejam o sistema nervoso central.
Outra aplicação para DMSA é de provocação de metais pesados no tecido antes de um teste de urina. Isso às vezes é chamado de "desafio" ou "provocação" dos testes de metais pesados. DMSA é usado para ajudar a mobilizar metais pesados armazenados nos tecidos do corpo (portanto, normalmente não presentes na circulação) e aumentar a excreção de metais pesados na urina. Em um estudo realizado por Howard Frumkin et al., este tipo de teste demonstrou não ser confiável para fornecer uma indicação passada da exposição crônica ao mercúrio, algo que foi muitas vezes utilizado.
Um estudo de 2004 por GP Archbold, et al. chamou os resultados de um teste de desafio DMSA "enganosa" para fins de diagnósticos de toxicidade do mercúrio.